# Vitalijus Majorovas
Vitalijus Majorovas (Vitaly Maiorov, russisch Виталий Иванович Майоров, deutsche Transkription Witali Iwanowitsch Majorow; * 6. April 1961 in Plungė; † 1997) war ein litauischer Schachspieler russischer Herkunft. 
Sein Trainer war Vitalius Vladas Andriušaitis (1926–2006) in Plungė. 1977 belegte Majorovas den 3. Platz bei der litauischen Einzelmeisterschaft. 1979 wurde er Sportmeister der Sowjetunion. Majorovas trug seit 1987 den Titel Internationaler Meister. Er arbeitete als Schachtrainer. Majorovas leitete als erster Präsident den litauischen Schachverband (Lietuvos šachmatų federacija) nach der Wiedererlangung der staatlichen Unabhängigkeit.